# La Dakhla
La Dakhla és una zona al·luvial formada al curs mitjà de la Vall del riu Medjerda a Tunísia, que arriba fins al lloc en què aquest forma una corba, que està delimitada a l'est (sud-est) per les gorgues de Testour. És una regió de riquesa cerealística i de pastura.
Està formada per dues comarques: Souk al-Arba, que vol dir ‘mercat del dimecres', i es correspon amb la comarca de Jendouba, que abans es deia Souk al-Arba, i Souk al-Khemis, que ol dir ‘mercat del dijous' i que es correspon amb la comarca de Bousalem, que abans es deia Souk al-Khemis. La Dakhla per tant és aproximadament el terç central de la vall del Medjerda, i l'alta vall d'aquest riu a Tunísia.